# Become the Other
Become the Other – album studyjny zespołu Ozric Tentacles wydany w 1995 roku. Album nagrany w składzie:
- Ed Wynne - gitara, sampling, syntezatory
- John Egan - flet, inne
- Zia Geelani - gitara basowa, kastaniety
- Christoper Lenox-Smith - syntezatory
- Rad (Conrad Prince) - perkusja
- Jim O'Roon - instrumenty perkusyjne

## Lista utworów
| Nr | Tytuł              | Długość |
| -- | ------------------ | ------- |
| 1  | "Cat DNA"          | 6:28    |
| 2  | "Ahu Belahu"       | 2:55    |
| 3  | "Ghedengi"         | 5:41    |
| 4  | "Wob Glass"        | 7:50    |
| 5  | "Neurochasm"       | 6:47    |
| 6  | "Become the Other" | 6:24    |
| 7  | "Vibuthi"          | 10:52   |
| 8  | "Plurnstyle"       | 7:46    |